# Kapitalizm

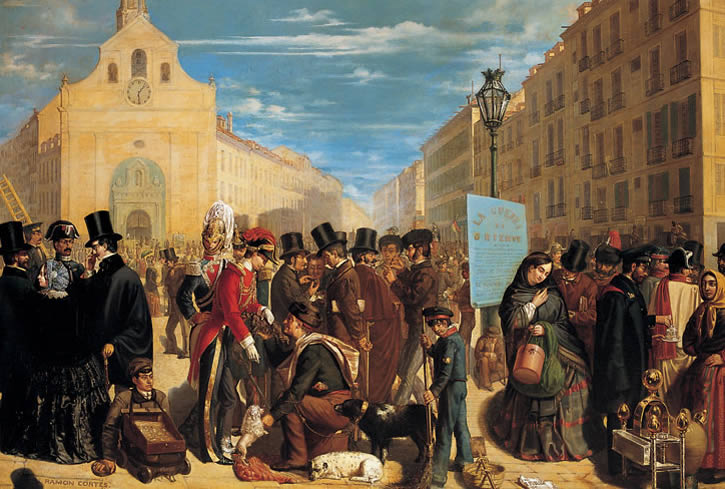
Przepływ kapitału na rynku wśród różnych warstw społecznych (XIX w.)

Kapitalizm – system gospodarczy oparty na prywatnej własności środków produkcji i w konsekwencji czerpania z nich zysku, oraz na swobodnym obrocie dobrami w ramach rynku; stąd też gospodarka kapitalistyczna nazywana jest również gospodarką rynkową. Swoboda działalności na rynku przejawia się w postaci wolnej przedsiębiorczości, wolnego obrotu towarami i usługami, swobodnego obrotu prawami własności, istnienia sprawnych instytucji finansowych oraz na wolnej konkurencji pomiędzy podmiotami.
Ekonomiści, historycy, ekonomiści polityczni i socjologowie w swoich analizach kapitalizmu przyjmują szeroki wachlarz perspektyw i rozpoznają różne jego formy w praktyce. I tak wśród nich znajdują się m.in. leseferyzm i wolnorynkowy kapitalizm, albo kapitalizm państwowy i kapitalizm opiekuńczy. Różne formy kapitalizmu, w różnym stopniu traktują takie zagadnienia jak m.in. wolny rynek, własność państwowa, przeszkody dla wolnej konkurencji czy prowadzenie przez państwo polityki społecznej. Stopień konkurencji na rynkach, rola interwencji i regulacji, a także zakres własności państwowej różnią się w zależności od modelu kapitalizmu. Zakres, w jakim różne rynki są wolne oraz zasady określające własność prywatną są kwestią polityki i przyjętych strategii ekonomicznych. Większość istniejących gospodarek kapitalistycznych to gospodarki mieszane, które łączą elementy wolnego rynku z interwencją państwa i w niektórych przypadkach planowaniem gospodarczym.
W kapitalizmie występują dwie podstawowe klasy społeczne: przedsiębiorcy i zatrudniani przez nich pracownicy. Stosunki między nimi opierają się na ruchu pieniędzy, dóbr i usług.

## Etymologia
Słowo „kapitalizm” pochodzi od „kapitału”, którego źródłosłowem jest łacińskie słowo capitale, utworzone od caput, czyli głowa. Pierwotnie określenie to odnosiło się do ruchomej własności.

## Historia
Systemy protokapitalistyczne rozwijały się już w starożytności; pierwociny nowożytnego systemu kapitalistycznego pojawiły się w XIII-XIV wieku we Włoszech. Podstawową cechą wyróżniającą kapitalizm od poprzednich systemów gospodarowania był sposób wykorzystania nadwyżek produkcji, zamiast bezpośredniej konsumpcji, były one akumulowane (akumulacja kapitału), a następnie inwestowane w celu zwiększenia możliwości produkcyjnych w kolejnym cyklu gospodarczym. Cechy takiego obrotu kapitału miał przemysł włókienniczy w nowożytnej Anglii. W nowożytnej Europie pojawiło się kilka czynników sprzyjających rozwojowi kapitalizmu, m.in. wysoka inflacja wywołana napływem kruszców szlachetnych oraz wzrost roli państwa i centralizacja jego urządzeń. Pierwsze zjawisko wywołało szybko rosnące ceny towarów, gdy płace robotników były relatywnie stałe. Różnica napływała do kapitalistów, przez co mogła być inwestowana. Pojawienie się scentralizowanych, zbiurokratyzowanych absolutystycznych monarchii sprzyjało prowadzeniu polityki protekcyjnej, skupionej na zapobieganiu odpływu kapitału z rynku (merkantylizm).
Adam Smith w pracy Badania nad naturą i przyczynami bogactwa narodów, wydanej w 1776 roku, opisał podstawowe zasady nowoczesnej gospodarki kapitalistycznej, i stał się teoretykiem gospodarki leseferystycznej. Po rewolucji francuskiej i XIX-wiecznych reformach liberalnych w Europie zostały usunięte pozostałości gospodarki feudalnej – takie jak ograniczenia cechowe, ograniczenia w obrocie ziemią i przepływie pracowników. Po kryzysie w latach 30. XX wieku powszechne stało się odchodzenie od gospodarki opartej na czystym liberalizmie gospodarczym, na rzecz gospodarki kapitalistycznej z większą rolą państwa.

## Charakterystyka

### Teorie liberalne
Według liberalizmu gospodarczego, gospodarka kapitalistyczna jest w stanie stałego zagrożenia przez interwencję państwową. Neoliberałowie twierdzą, że wielokrotnie już państwa niszczyły dobrze, według nich, rozwijającą się gospodarkę przez złe ustawy, a także, że ogromne straty może przynieść również spowodowana przez nieodpowiedzialną politykę państwa destabilizacja systemu finansowego lub pieniądza. Wywołuje to ich zdaniem poważne kryzysy gospodarcze, np. wielki kryzys lub kryzys w Argentynie w 2001 roku.
Wielką zwolenniczką kapitalizmu była Ayn Rand, autorka filozofii obiektywistycznej. Jej zdaniem kapitalizm jest jedynym ustrojem gwarantującym wolność i umożliwiającym ludziom racjonalne dbanie o własny interes. Inne ustroje krytykowała jako oparte na użyciu siły.

### Kapitalizm według Adama Smitha
Adam Smith uważany jest za pierwszego teoretyka tego, co powszechnie nazywa się kapitalizmem. W swej pracy z 1776 roku Badania nad naturą i przyczynami bogactwa narodów podał zasadę, według której w obrębie stabilnego systemu handlu i ewaluacji, jednostki chcące się bogacić będą dążyły do coraz większej specjalizacji własnej pracy. Człowiek w takiej sytuacji w sposób naturalny, bez ingerencji państwa, doprowadzi do wzrostu wartości wytwarzanego produktu. Co koniec końców spowoduje, że cała gospodarka będzie bardziej wydajna, a co za tym idzie bogatsza. Smith uważał, że chronienie niektórych producentów doprowadzi do spadku efektywności produkcji, a tezauryzacja monety prowadzi wprost do wzrostu cen. Stworzona przez niego teoria tego jak swobodna wymiana dóbr popycha jednostki do działania we wspólnym interesie, stała się podstawą teorii, nazwanej później ekonomią polityczną, a następnie po prostu ekonomią. Wpłynęła również na teorię prawa i polityki, zastępując dotąd dominujące podejście merkantylistyczne.
Smith twierdził, że gdy ludzie dokonują wymiany cenią bardziej to, co chcą otrzymać w zamian, od tego co sami oferują. Gdyby było odwrotnie do wymiany by nie doszło, gdyż przynajmniej jedna ze stron wolałaby zatrzymać to, co obecnie posiada – wartościowszy dla siebie towar. To założenie stało się podstawą koncepcji obustronnie korzystnej wymiany, w której obie strony dążą do uzyskania korzyści.
Adam Smith jest często określany jako „ojciec kapitalizmu” (oraz „ojciec ekonomii”). On sam określał preferowany przez siebie system jako „system naturalnej wolności”. Jednakże Smith definiował „kapitał” jako zasób, a „zysk” jako przewidywanie uzyskania dochodu z ulepszeń dokonanych na tym zasobie. Dla Smitha właśnie ulepszanie kapitału powinno stać się głównym wysiłkiem ekonomii i systemu politycznego.
Główna różnica między współczesnymi teoretykami kapitalizmu a Adamem Smithem polega na odejściu od laborystycznej teorii wartości, używanej przez Smitha, po tym kiedy stała się ona centralnym założeniem marksizmu.

### Teorie krytyczne

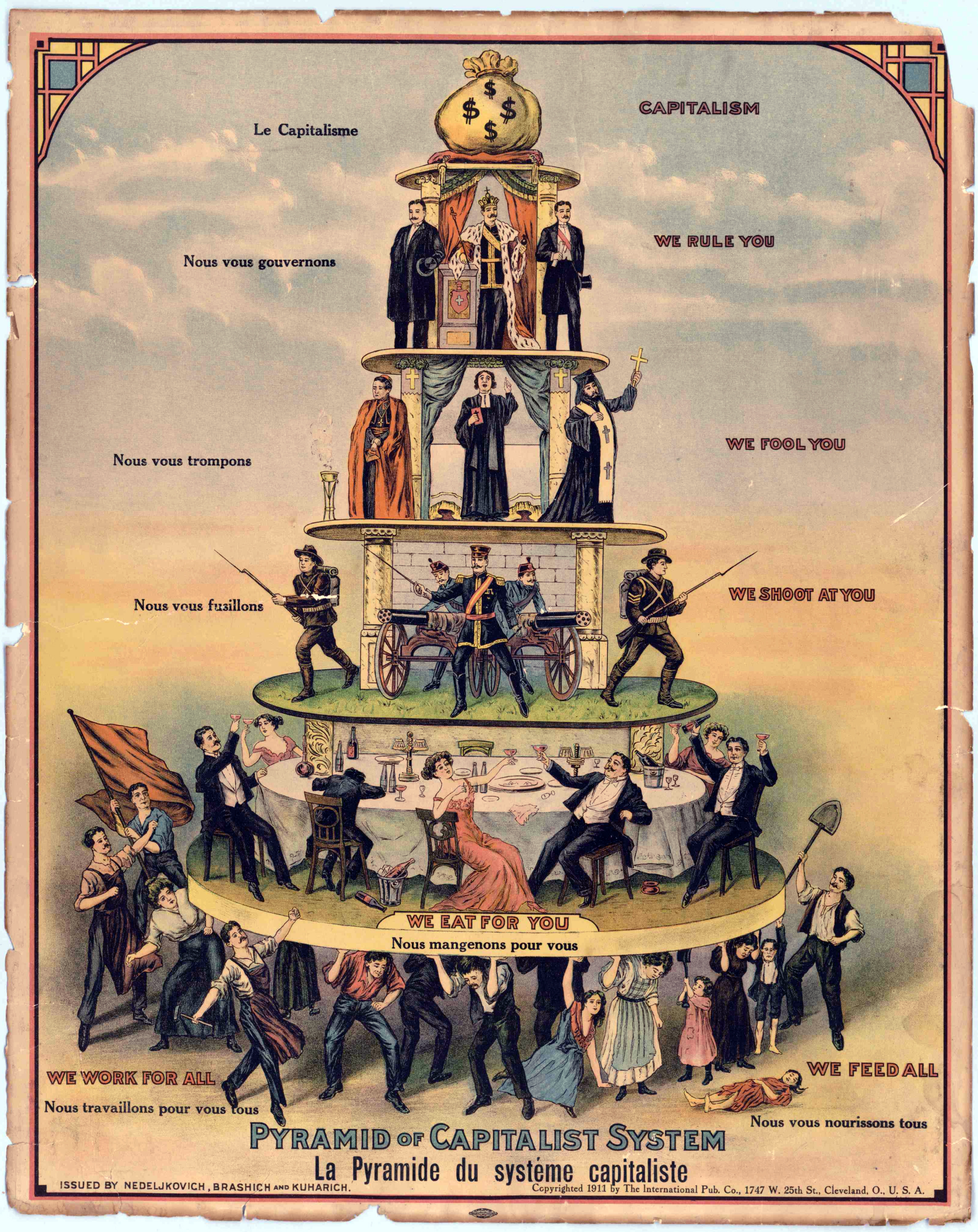
Piramida systemu kapitalistycznego

#### Kapitalizm według Karola Marksa
W ujęciu Karola Marksa kapitalizm był jednym ze sposobów produkcji, jakie w toku dziejów nastąpiły po feudalizmie, a w swej dającej się zaobserwować formie rozwinął się najpełniej w krajach Europy Zachodniej. Kapitalizm w tym rozumieniu miał upaść pod ciężarem własnych, wewnętrznych sprzeczności, które miały doprowadzić do rewolucji, a w ostateczności przejścia do socjalizmu, a następnie komunizmu. Według Marksa społeczeństwa kapitalistyczne można było sprowadzić do dwóch zasadniczych klas: osób posiadających kapitał (kapitalistów, burżuazję) i jego nie posiadających, czyli proletariatu. Krytykę kapitalizmu oparł on na rozwinięciu pojęcia wartości dodatkowej. Wartość dodatkowa (niem. Mehrwert) jest to różnica pomiędzy rzeczywistą wartością pracy włożonej przez robotnika w wytworzenie produktu, a jego rzeczywistym wynagrodzeniem jakie za tę samą pracę otrzymuje. Wartość dodatkowa jest źródłem zysku kapitalisty, umożliwiającym dalszą akumulację kapitału. Jest jednak również przyczyną nędzy robotnika, gdyż wynagrodzenie jakie on otrzymuje wystarczy zaledwie na przeżycie i ponowne podjęcie pracy.
Społeczeństwa kapitalistyczne charakteryzuje fetyszyzm towarowy, to jest skupienie się na przedmiocie jako towarze nie zaś jako na produkcie, co według Marksa nieuchronnie prowadzi do pominięcia w społecznej świadomości, wysoce krzywdzącego dla rzeczywistych wytwórców, procesu produkcji. Ponadto fetyszyzacja towaru prowadzi do uprzedmiotowienia stosunków międzyludzkich, odkąd wszelkie interakcje stają się procesem wymiany przedmiotów. Produkt zostaje oderwany od jego wytwórcy, który traci panowanie nad nim, co więcej staje się od niego zależny, gdyż od ich powodzenia na rynku zależy egzystencja robotników.
Według Karola Marksa pogłębiająca się nędza prowadzi do wyczerpania się eksploatacyjnych możliwości kapitalizmu, co nieuchronnie ma prowadzić z jednej strony do walki pomiędzy kapitalistami, a z drugiej między nimi a proletariatem. Ma to być kolejna odsłona dziejowego dramatu walki klas, co jednak po upadku kapitalizmu powinno zaprowadzić ludzkość do ustroju komunistycznego, w którym po zniesieniu prywatnej własności znikną wszelkie bolączki gospodarki kapitalistycznej. Jednak według reguł tej samej logiki dziejowej, kapitalizm był koniecznym etapem w rozwoju ludzkości, co więcej pożądanym, gdyż pozwolił z jednej strony na realny wzrost możliwości akumulacyjnych człowieka i wytworzenie niespotykanego nigdy wcześniej bogactwa, z drugiej zaś po raz pierwszy w historii objął zasięgiem jednego systemu gospodarczego cały glob, co jest koniecznym warunkiem ustanowienia gospodarki komunistycznej.

#### Alterglobalizm
Kapitalizm jest także krytykowany przez środowiska alterglobalistyczne, które uważają, że globalizacja to nowa forma imperializmu, która prowadzi do podziału na kraje wyzyskujące i wyzyskiwane.

#### Keynesizm
Stojąca w opozycji do neoliberałów szkoła badaczy kapitalizmu, keynesiści, upatruje w nieskrępowanym wolnym rynku tendencji naturalnie prowadzących do kryzysów wynikających z nieracjonalnej alokacji zasobów przez rynek i okresowych fluktuacji popytu. Przezwyciężanie takich kryzysów dokonuje się, ich zdaniem, m.in. poprzez stymulowanie inflacji, interwencjonizm państwowy, wprowadzenie masowych robót publicznych, a także rozbudowany system ochrony socjalnej. Działania te finansowane są z wyższych obciążeń podatkowych lub deficytu budżetowego.

## Podział systemów kapitalistycznych
Współcześnie w literaturze naukowej występuje wiele podziałów systemów kapitalistycznych:
| Autorzy                                                 | Rodzaje systemów kapitalistycznych |
| ------------------------------------------------------- | --- |
| ‪Dietrich Leibfried                                      | - anglosaski (Stany Zjednoczone, Australia, Nowa Zelandia, Wielka Brytania) - bismarcki (Niemcy, Austria) - skandynawski (Szwecja, Norwegia, Finlandia, Dania) - łaciński (Hiszpania, Portugalia, Grecja, Włochy, Francja) |
| Peter A. Hall, David Soskice                            | - liberalny (Stany Zjednoczone, Wielka Brytania, Kanada, Irlandia, Nowa Zelandia, Australia) - koordynacyjny (Austria, Niemcy, Norwegia, Japonia, Belgia, Finlandia, Dania, Szwecja) - mieszany (Francja, Włochy, Hiszpania, Portugalia, Grecja) |
| Terrence Casey                                          | - koordynacyjny (Austria, Belgia, Dania, Finlandia, Francja, Niemcy, Grecja, Islandia, Włochy, Holandia, Norwegia, Portugalia, Hiszpania, Szwecja) - pośredni (Australia, Irlandia, Japonia, Korea, Luksemburg, Szwajcaria) - liberalny (Kanada, Nowa Zelandia, Wielka Brytania, Stany Zjednoczone)                                                                                   |
| Gøsta Esping-Andersen                                   | - liberalny (Australia, Kanada, Stany Zjednoczone, Nowa Zelandia, Irlandia, Wielka Brytania) - konserwatywny (Włochy, Japonia, Francja, Niemcy, Finlandia, Szwajcaria) - socjaldemokratyczny (Belgia, Holandia, Dania, Norwegia, Szwecja) |
| Albert Otto Hirschman                                   | - reński (Niemcy, Japonia) - neo-amerykański (Stany Zjednoczone, Wielka Brytania) |
| ‪Francis G. Castles‬, Deborah Mitchell                    | - liberalny (Irlandia, Japonia, Szwajcaria) - konserwatywny (Niemcy, Włochy, Holandia) - „nieprawicowy” (ang. „non-right hegemony”; Belgia, Dania, Norwegia) - radykalny (Australia, Nowa Zelandia, Wielka Brytania) |
| Maurizio Ferrera                                        | - anglosaski (Wielka Brytania, Irlandia) - bismarcki (Niemcy, Francja, Belgia, Holandia, Luksemburg, Austria, Szwajcaria) - skandynawski (Szwecja, Dania, Norwegia, Finlandia) - południowy (Włochy, Hiszpania, Portugalia, Grecja) |
| Alan Siaroff                                            | - protestancki liberalny (Australia, Kanada, Nowa Zelandia, Wielka Brytania, Stany Zjednoczone) - katolicko-demokratyczny (Austria, Belgia, Francja, Niemcy, Luksemburg, Holandia) - protestancki socjaldemokratyczny (Dania, Finlandia, Norwegia, Szwecja) - „późnej mobilizacji kobiet” (ang. „late female mobilization”; Grecja, Irlandia, Włochy, Japonia, Portugalia, Hiszpania) |
| Giuliano Bonoli                                         | - brytyjski (Wielka Brytania, Irlandia) - kontynentalny (Holandia, Francja, Belgia, Niemcy, Luksemburg) - nordycki (Szwecja, Finlandia, Norwegia, Dania) - południowy (Włochy, Szwajcaria, Hiszpania, Grecja, Portugalia) |
| Walter Korpi, Joakim Palme                              | - podstawowego zabezpieczenia (Basic Security; Kanada, Dania, Holandia, Nowa Zelandia, Szwajcaria, Irlandia, Wielka Brytania, Stany Zjednoczone) - korporacyjny (ang. „Corporatist”; Austria, Belgia, Francja, Niemcy, Włochy, Japonia) - opiekuńczy (ang. „Encompassing”; Finlandia, Norwegia, Szwecja) - „ukierunkowany” (ang. „Targeted”; Australia)                               |
| Bruno Amable                                            | - anglosaski (Wielka Brytania, USA, Australia, Nowa Zelandia, Irlandia) - socjaldemokratyczny (Szwecja, Norwegia, Dania) - kontynentalny europejski (Francja, Niemcy, Holandia, Austria) - śródziemnomorski (Portugalia, Hiszpania, Włochy, Grecja) - azjatycki (Japonia, Korea) |
| Vivien A. Schmidt                                       | - rynkowy (Stany Zjednoczone, Wielka Brytania) - menedżerski (Niemcy, Holandia, Szwecja) - państwowy (Francja, Włochy) |
| Hollingsworth J. Rogers, Wolfgang Streeck, Colin Crouch | każdy kraj reprezentuje inny model systemu kapitalistycznego |

Najpopularniejszą klasyfikacją stosowaną w polskiej literaturze jest ta opracowana przez Bruna Amable’a, czyli na systemy: anglosaski, socjaldemokratyczny, kontynentalny, śródziemnomorski oraz azjatycki. Magdalena Zielenkiewicz, na podstawie najczęściej stosowanych klasyfikacji w polskiej literaturze, scharakteryzowała kilka wybranych systemów kapitalistycznych:

- Kapitalizm anglosaski (rynkowy, liberalny): państwo jako strażnik ładu, ograniczony interwencjonizm, dominacja podejścia indywidualistycznego, brak rozbudowanego systemu świadczeń socjalnych, większość dóbr dostarczanych w innych modelach przez państwo najczęściej skomercjalizowana.

- Kapitalizm europejski, określany również jako model reński, kontynentalny lub koordynacyjny (społeczna gospodarka rynkowa): państwo dostarcza spójnego systemu prawnego (między innymi jest gwarantem praw własności, praw do edukacji i ochrony zdrowia, praw do bezpieczeństwa publicznego oraz sprawiedliwego systemu transferów socjalnych), umożliwia uczciwą konkurencję i swobodne funkcjonowanie rynków produktów oraz czynników wytwórczych, a także zapewnia spójny system walutowo-pieniężny i rozliczeń międzynarodowych przy niezależności banku centralnego; państwo pełni dodatkowo funkcje opiekuńcze, angażując się w organizację i finansowanie edukacji, ma bardziej rozbudowany system zabezpieczeń socjalnych oraz regulacji rynku pracy oraz reprezentuje podejście określane jako społeczny solidaryzm przy negocjacjach płacowych.

- Kapitalizm śródziemnomorski (czasami zaliczany do kontynentalnego): wyższa – w stosunku do kontynentalnego – ochrona zatrudnienia oraz niższe zabezpieczenia socjalne, relatywnie duże scentralizowanie systemu finansowego.

- Kapitalizm nordycki (socjaldemokratyczny): bardzo rozbudowany system redystrybucji dochodu narodowego, rozwinięte i powszechne świadczenia socjalne, jednocześnie wysoki stopień wolności gospodarczej w obszarze funkcjonowania rynków.

- Kapitalizm państwowy: odznacza się dużą, bezpośrednią aktywnością państwa w obszarze działalności gospodarczej (na przykład państwo jest monopolistą w niektórych gałęziach gospodarki).

- Kapitalizm azjatycki (czasami klasyfikowany jako państwowy), bywa dzielony na podgrupy: Japonia i „tygrysy azjatyckie”; w przypadku „tygrysów azjatyckich” państwo ma autorytatywną pozycję, gospodarki te są w dużym stopniu zorientowane na eksport, przy jednoczesnym ograniczaniu konsumpcji wewnętrznej; w japońskiej wersji paternalizm uwidacznia się nie tyle na szczeblu państwowym (niskie wydatki budżetowe i ochrona socjalna), ile na szczeblu przedsiębiorstwa (stąd czasami system ten bywa określany jako mikrokorporacyjny).

- Gospodarka rynkowa z dominacją autokratycznego państwa: silna kontrola czynników produkcji przez państwo, decyzje gospodarcze są podejmowane na szczeblu państwowym (na przykład Zjednoczone Emiraty Arabskie, Arabia Saudyjska, Chiny, Rosja).

### Europa Wschodnia i Środkowa
W powyższych klasyfikacjach często pomija się kraje Europy Wschodniej oraz Środkowej (w tym Polskę), natomiast obecnie pojawia się wiele prób przyporządkowania owych państw. Trudności w klasyfikacji spowodowane były gwałtownym przejściem systemów gospodarczych tych państw z gospodarek centralnie planowanych do rynkowych i brakiem jasno określonych kierunków ekonomicznych. Jedną z propozycji wysunął Stanisław Swadźba, który wraz z zespołem przeprowadził analizę krajów Unii Europejskiej uwzględniając przede wszystkim wolność gospodarczą oraz opiekuńczości państwa. Na tej podstawie wyróżniono następujące rodzaje systemów:
- liberalne i mało opiekuńcze (Estonia),
- liberalne i średnio opiekuńcze (Wielka Brytania, Irlandia, Holandia, Finlandia),
- liberalne i opiekuńcze (Dania, Luksemburg),
- liberalno-interwencjonistyczne i mało opiekuńcze (Litwa, Cypr, Malta, Węgry, Łotwa, Słowacja),
- liberalno-interwencjonistyczne i średnio opiekuńcze (Austria, Czechy, Słowenia),
- liberalno-interwencjonistyczne i opiekuńcze (Szwecja, Niemcy, Belgia),
- interwencjonistyczne i mało opiekuńcze (Polska, Grecja),
- interwencjonistyczne i średnio opiekuńcze (Włochy, Portugalia, Hiszpania),
- interwencjonistyczne i opiekuńcze (Francja).

#### Polska
Określenie systemu kapitalistycznego w Polsce jest ściśle związane z historią całego regionu Europy Środkowej i niekiedy zwraca się uwagę, że kraje po transformacji realizują własną ścieżkę rozwoju w postaci konwergencji do modeli zachodnich. W przypadku Polski, a właściwie całej Grupy Wyszehradzkiej, charakterystyczna jest obecność kierunku neoliberalnego w gospodarce. Przekłada się to na szukanie rozwiązań łączących urynkowienie wraz z zachowaniem elementów państwa opiekuńczego i protekcjonizmu. Według Andreasa Nölke’a i Arjana Vliegentharta Polska zalicza się do państw tzw. „zależnej gospodarki rynkowej” (ang. „dependent market economy”, DME), czyli silnie powiązanej z zagranicznym kapitałem w obszarze kształtowania modelu społeczno-gospodarczego. Wśród innych elementów państw DME można wyróżnić „produkcję złożonych trwałych dóbr konsumpcyjnych, wykwalifikowaną i tanią siłą roboczą, transfer innowacji technologicznych w obrębie ponadnarodowych przedsiębiorstw oraz dopływ kapitału dzięki bezpośrednim inwestycjom zagranicznym”. Zwraca się również uwagę na niski poziom dialogu społecznego, niewielkie (w stosunku do Europy Zachodniej) uzwiązkowienie pracowników czy system zarządzania przedsiębiorstwami, tj. główne decyzje zapadają w siedzibach przedsiębiorstw położonych poza granicami kraju.
Na podstawie badań przeprowadzonych przez Instytut Badań Rynku, Konsumpcji i Koniunktur, Polska w 2017 otrzymała 52,2 pkt w prowadzonym przez instytucję Indeksie Kapitalizmu, co uplasowało ją na 16. pozycji wśród 34 analizowanych krajów rozwiniętych. W badaniu brano pod uwagę takie elementy gospodarki jak: polityka społeczna, konkurencja gospodarcza, nauka i edukacja, sektor finansowy, rynek pracy, finanse publiczne, polityka i kultura gospodarcza.